# Хоторн, Майк
Джон Майкл «Майк» Хо́торн (англ. John Michael «Mike» Hawthorn; 10 апреля 1929, Мексборо, Йоркшир — 22 января 1959, Гуилфорд, Суррей) — британский автогонщик. Он вошёл в историю как первый британский пилот, выигравший этап чемпионата мира Формулы-1 (в 1953 году) и ставший чемпионом мира в гонках Формулы-1 (в 1958 году). Участник аварии на гонке в Ле-Мане 1955 года.

## Биография
Майк Хоторн стал представителем первой волны талантливых британских гонщиков, стартовавших в гонках Формулы-1 в 1950-е годы.
Дебютировав в кольцевых гонках в 1951 году, Хоторн уже в течение первого сезона выиграл гонки Leinster Trophy и Ulster Handicap. В 1952 он дебютировал в чемпионате Формулы-1 на Cooper T20, который был куплен для него другом семьи, Бобом Чазом в команде LD Hawthorn, которой управлял бы его отец Лесли. Выиграв внезачётную гонку в Гудвуде, в дебютной гонке чемпионата мира в Бельгии Хоторн занял 4 место, затем на Гран-при Великобритании заработал первый подиум, заняв по итогам сезона 5 место.
Талант Хоторна проявился ярче всего в гонке в Борхаме (Эссекс), когда в условиях проливного дождя он на маленьком Cooper-Bristol опередил Луиджи Виллорези на Ferrari с 4,5-литровом двигателем. После этого Виллорези сообщил Энцо Феррари о том, что он нашёл новую британскую звезду. В результате, Майк Хоторн был приглашён в Ferrari — сильнейшую команду чемпионата.
В сезоне 1953 года Хоторн одержал одну победу на Гран-при Франции. Эта победа, одержанная на трассе Реймс в потрясающей борьбе с Фанхио, когда на каждом круге пилоты постоянно менялись на позиции лидера, стала первой для британских гонщиков в Формуле-1. Ещё два подиума и попадание в очковую зону в каждой гонке чемпионата позволили Майку Хоторну занять четвёртое место по итогам сезона. Кроме того, были выиграны внезачётные гонки International Trophy и Ulster Trophy, а также 24-часовую гонку в Спа.
В 1954 Хоторн вновь одержал одну победу — в Испании. Но в этот раз единственным гонщиком, отставшим от Майка менее чем на круг, стал Луиджи Муссо. В 1954 году из семи гонок Майк набрал очки лишь в трёх, но в итоге он занял третье место, а не четвёртое, как в прошлом году. (1)
1955 сезон Хоторн явно провалил. В Гран-при Аргентины он вообще не участвовал, а в остальных пяти не набрал ни одного очка. (2) Вполне вероятно, что на него повлияла страшная авария в Ле-Мане, непосредственной причиной которой стал манёвр Хоторна.
В 1956 году Хоторн частично оправился от чувства вины за трагедию в Ле-Мане и выступая за команды BRM и Vanwall занял в итоговой классификации 12-е место, набрав при этом 4 очка. В конце сезона Хоторн вернулся в Ferrari и подписал контракт с на следующий год.
1957-й год для Хоторна сложился удачнее предыдущего, он закончил чемпионат на 4-й строчке, набрав 12 очков.
1958-й триумфальный год для Ferrari и Хоторна: финишировав почти во всех гонках сезона, он набирает 49 очков, из которых в зачёт чемпионата мира вошло 42. Пересекая 19 октября линию финиша на Гран-при Марокко, Хоторн становится самым молодым чемпионом мира в возрасте 29 лет. Этот клетчатый флаг был последним в его карьере и жизни.
22 января 1959 года Хоторн погиб в автомобильной аварии на объездной дороге A3 возле Гилфорда за рулём своего 3,4-литрового седана Jaguar. Машиной, которую он хотел обогнать, был Mercedes 300SL British Racing Green (ныне известная как 3,4 Mk 1). Обгоняя другой спортивный автомобиль, управляемый гонщиком и владельцем команды Формулы-1 Робом Уокером, в условиях высокой скорости и плохой погоды (шёл дождь) Хоторн потерял управление и врезался в дерево. Естественно, возникли предположения что Уокер и Хоторн гонялись друг с другом. В 1988 году в интервью Уокер подтвердил это — и вместе с тем сообщил, что расследовавший аварию полицейский посоветовал ему об этом помалкивать, чтоб не навлечь на себя обвинений. Также выдвигались предположения, что авария могла быть вызвана кратковременной потерей сознания — за несколько лет до этого Хоторн лишился одной почки из-за инфекционной болезни, начались проблемы и с другой почкой, случались обмороки. Врачи ожидали, что Хоторн после этого проживёт не более трёх лет.
В Фарнхеме, городе, где Майк прожил до своей смерти, есть улица под названием Майк Хоторн Драйв (недалеко от Догфлуд Уэй). Именно в этом городе он управлял мастерской Tourist Trophy Garage, в которой обслуживались и продавались автомобили таких марок как Ягуар, Райли, Фиат, Феррари.

## Результаты в Формуле-1

### Результаты в чемпионате мира

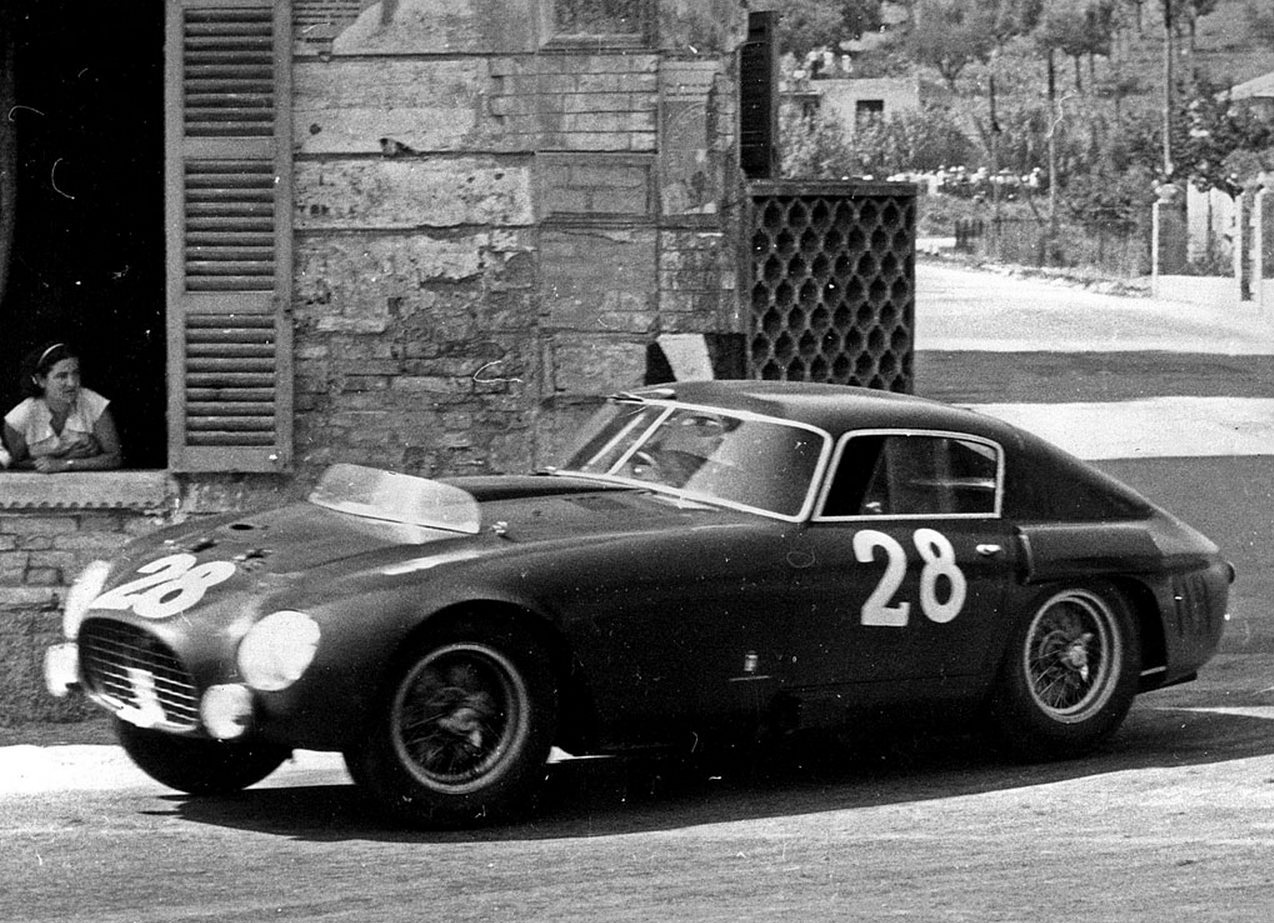
Ferrari 340/375 MM, на которой Майк Хоторн с Умберто Мальоли выиграли внезачётный Гран-при Пескары 1953 года

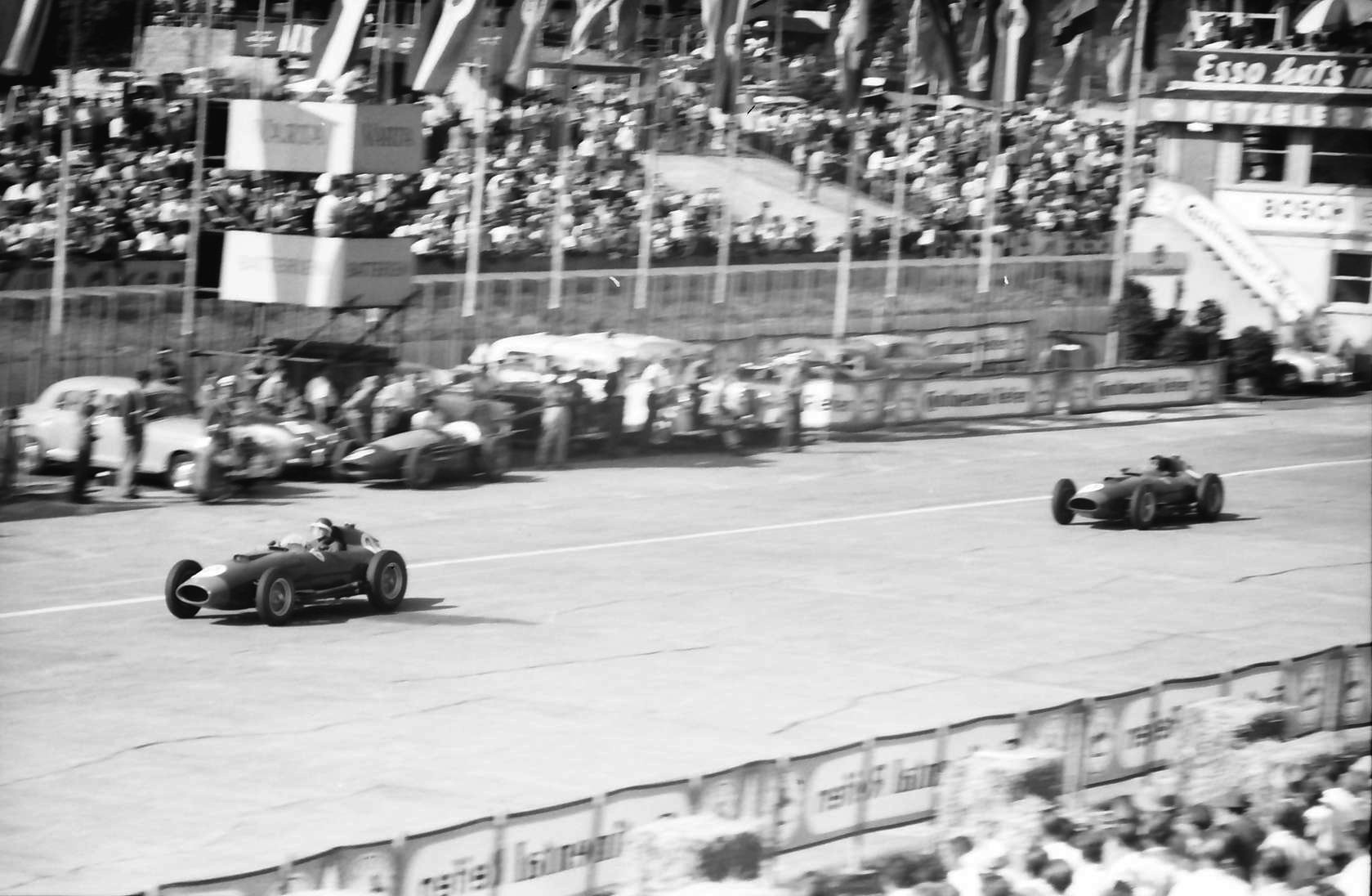
Майк Хоторн на Ferrari 801 в Гран-при Германии 1957 года

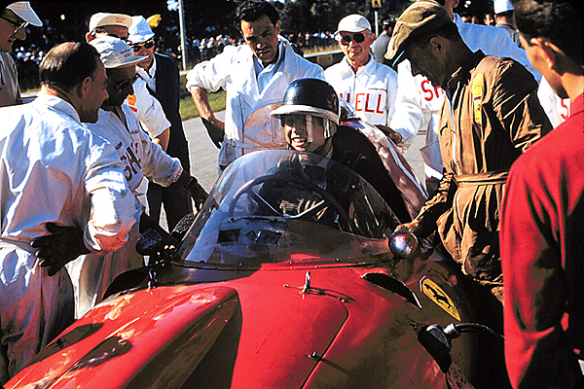
Майк Хоторн за рулём Ferrari 412 MI на 500 Miglia di Monza 1958 года

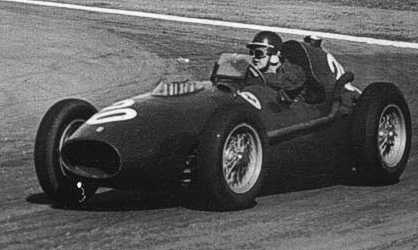
Майк Хоторн пилотирует Ferrari 143 на Гран-при Аргентины 1958 года

| Легенда к таблице |                                                                    |
| --- | ------------------------------------------------------------------ |
| В таблице перечислены результаты всех Гран-при Формулы-1, в которых принимал участие гонщик. Строками таблицы являются сезоны, столбцами — этапы чемпионата мира. В каждой клетке указаны сокращённое название этапа и результат, дополнительно обозначенный цветом. Расшифровка обозначений и цветов представлена в нижеследующей таблице. |                                                                    |
| \| Пример \| Описание \| \| ------------ \| ------------------------------------------------------------------ \| \| 1 \| Победитель \| \| 2 \| Второе место \| \| 3 \| Третье место \| \| 5 \| Финишировал, заработав очки \| \| Сход \| Не финишировал, но при этом заработал очки \| \| 12 \| Финишировал, не получив очков \| \| НКЛ \| Финишировал, но не попал в финальную классификацию \| \| 15 \| Участвовал вне зачёта, либо по отдельной классификации \| \| 18 \| Не финишировал, но попал в финальную классификацию \| \| Сход \| Не финишировал \| \| НКВ \| Не прошёл квалификацию \| \| НПКВ \| Не прошёл предквалификацию \| \| ДСК \| Дисквалифицирован \| \| ИСК \| Исключён из протокола соревнований \| \| ТТ \| Заявлен для участия только в тренировках \| \| НС \| Участвовал в квалификации, но не стартовал в гонке \| \| Т \| Травмирован или болен \| \| ОТК \| Отказ от участия \| \| НТР \| Прибыл на соревнования, но на трассу не выезжал \| \| НПР \| Был заявлен в числе участников, но не прибыл к началу соревнований \| \| О \| Соревнования отменены \| \| \| Не участвовал \| \| Поул-позиция \| \| \| Быстрый круг \| \| |                                                                    |
| Пример | Описание                                                           |
| 1 | Победитель                                                         |
| 2 | Второе место                                                       |
| 3 | Третье место                                                       |
| 5 | Финишировал, заработав очки                                        |
| Сход | Не финишировал, но при этом заработал очки                         |
| 12 | Финишировал, не получив очков                                      |
| НКЛ | Финишировал, но не попал в финальную классификацию                 |
| 15 | Участвовал вне зачёта, либо по отдельной классификации             |
| 18 | Не финишировал, но попал в финальную классификацию                 |
| Сход | Не финишировал                                                     |
| НКВ | Не прошёл квалификацию                                             |
| НПКВ | Не прошёл предквалификацию                                         |
| ДСК | Дисквалифицирован                                                  |
| ИСК | Исключён из протокола соревнований                                 |
| ТТ | Заявлен для участия только в тренировках                           |
| НС | Участвовал в квалификации, но не стартовал в гонке                 |
| Т | Травмирован или болен                                              |
| ОТК | Отказ от участия                                                   |
| НТР | Прибыл на соревнования, но на трассу не выезжал                    |
| НПР | Был заявлен в числе участников, но не прибыл к началу соревнований |
| О | Соревнования отменены                                              |
| | Не участвовал                                                      |
| Поул-позиция |                                                                    |
| Быстрый круг |                                                                    |

| Сезон | Команда                   | Шасси                   | Двигатель                  | Ш | 1        | 2          | 3       | 4        | 5      | 6        | 7        | 8        | 9       | 10    | 11    | Место | Очки    |
| ----- | ------------------------- | ----------------------- | -------------------------- | - | -------- | ---------- | ------- | -------- | ------ | -------- | -------- | -------- | ------- | ----- | ----- | ----- | ------- |
| 1952  | LD Hawthorn               | Cooper T20              | Bristol 2,0 L6             | D | ШВА      | 500        | БЕЛ 4   |          | ВЕЛ 3  | ГЕР      | НИД 4    | ИТА НКЛ  |         |       |       | 5     | 10      |
| 1952  | A H M Bryde               | Cooper T20              | Bristol 2,0 L6             | D |          |            |         | ФРА Сход |        |          |          |          |         |       |       | 5     | 10      |
| 1953  | Scuderia Ferrari          | Ferrari 500             | Ferrari 500 2,0 L4         | P | АРГ 4    | 500        | НИД (4) | БЕЛ 6    | ФРА 1  | ВЕЛ (5)  | ГЕР 3    | ШВА 3    | ИТА (4) |       |       | 4     | 19 (27) |
| 1954  | Scuderia Ferrari          | Ferrari 625             | Ferrari 107 2,5 L4         | P | АРГ ДСК  | 500        | БЕЛ 4   |          | ВЕЛ 2  | ГЕР 2    | ШВА Сход | ИТА 2    |         |       |       | 3     | 249⁄14  |
| 1954  | Scuderia Ferrari          | Ferrari 625             | Ferrari 107 2,5 L4         | P | ГЕР Сход |            |         |          |        |          |          |          |         |       |       | 3     | 249⁄14  |
| 1954  | Scuderia Ferrari          | Ferrari 553 Squalo      | Ferrari 106 2,5 L4         | P |          |            |         | ФРА Сход |        |          |          |          | ИСП 1   |       |       | 3     | 249⁄14  |
| 1955  | Vandervell Products Ltd   | Vanwall VW (55)         | Vanwall 254 2,5 L4         | P | АРГ      | МОН Сход   | 500     | БЕЛ Сход |        |          |          |          |         |       |       | —     | 0       |
| 1955  | Scuderia Ferrari          | Ferrari 555 Supersqualo | Ferrari 106 2,5 L4         | Е |          |            |         |          | НИД 7  |          | ИТА Сход |          |         |       |       | —     | 0       |
| 1955  | Scuderia Ferrari          | Ferrari 625             | Ferrari 107 2,5 L4         | Е |          |            |         |          | НИД НС | ВЕЛ 6    |          |          |         |       |       | —     | 0       |
| 1955  | Scuderia Ferrari          | Lancia Ferrari D50      | Lancia Ferrari DS50 2,5 V8 | Е |          |            |         |          |        |          | ИТА НС   |          |         |       |       | —     | 0       |
| 1956  | Owen Racing Organisation  | BRM P25                 | BRM P25 2,5 L4             | D |          | МОН НС     | 500     |          |        | ВЕЛ Сход | ГЕР      | ИТА      |         |       |       | 12    | 4       |
| 1956  | Owen Racing Organisation  | Maserati 250F           | Maserati 250F 2,5 L6       | D | АРГ 3    |            |         |          |        |          |          |          |         |       |       | 12    | 4       |
| 1956  | Officine Alfieri Maserati | Maserati 250F           | Maserati 250F 2,5 L6       | P |          |            |         | БЕЛ НС   |        |          |          |          |         |       |       | 12    | 4       |
| 1956  | Vandervell Products Ltd   | Vanwall VW (56)         | Vanwall 254 2,5 L4         | P |          |            |         |          | ФРА 10 |          |          |          |         |       |       | 12    | 4       |
| 1957  | Scuderia Ferrari          | Ferrari 801             | Lancia Ferrari DS50 2,5 V8 | Е | АРГ Сход | МОН Сход   | 500     | ФРА 4    | ВЕЛ 3  | ГЕР 2    | ПЕС      | ИТА 6    |         |       |       | 4     | 13      |
| 1957  | Scuderia Ferrari          | Ferrari 801             | Lancia Ferrari DS50 2,5 V8 | Е | МОН Сход |            |         |          |        |          |          |          |         |       |       | 4     | 13      |
| 1958  | Scuderia Ferrari          | Ferrari Dino 246        | Ferrari 143 2,4 V6         | Е | АРГ (3)  | МОН (Сход) | НИД (5) | 500      | БЕЛ 2  | ФРА 1    | ВЕЛ 2    | ГЕР Сход | ПОР 2   | ИТА 2 | МАР 2 | 1     | 42 (49) |

## Памятный трофей Хоторна
Памятный трофей Хоторна стали получать самые успешные британские пилоты или пилоты из стран, входящих в Содружество наций, каждый год начиная с 1959 года.
(Чемпион Формулы-1 выделен в его год жирным шрифтом)

| Год  | Обладатель    |
| ---- | ------------- |
| 1959 | Джек Брэбем   |
| 1960 | Джек Брэбем   |
| 1961 | Стирлинг Мосс |
| 1962 | Грэм Хилл     |
| 1963 | Джим Кларк    |
| 1964 | Джон Сёртис   |
| 1965 | Джим Кларк    |
| 1966 | Джек Брэбем   |
| 1967 | Денни Халм    |
| 1968 | Грэм Хилл     |
| 1969 | Джеки Стюарт  |
| 1970 | Денни Халм    |

| Год  | Обладатель   |
| ---- | ------------ |
| 1971 | Джеки Стюарт |
| 1972 | Джеки Стюарт |
| 1973 | Джеки Стюарт |
| 1974 | Денни Халм   |
| 1975 | Джеймс Хант  |
| 1976 | Джеймс Хант  |
| 1977 | Джеймс Хант  |
| 1978 | Джон Уотсон  |
| 1979 | Алан Джонс*  |
| 1980 | Алан Джонс   |
| 1981 | Алан Джонс   |
| 1982 | Джон Уотсон  |

| Год  | Обладатель      |
| ---- | --------------- |
| 1983 | Джон Уотсон     |
| 1984 | Дерек Уорик     |
| 1985 | Найджел Мэнселл |
| 1986 | Найджел Мэнселл |
| 1987 | Найджел Мэнселл |
| 1988 | Дерек Уорик     |
| 1989 | Найджел Мэнселл |
| 1990 | Найджел Мэнселл |
| 1991 | Найджел Мэнселл |
| 1992 | Найджел Мэнселл |
| 1993 | Деймон Хилл     |
| 1994 | Деймон Хилл     |

| Год  | Обладатель     |
| ---- | -------------- |
| 1995 | Деймон Хилл    |
| 1996 | Деймон Хилл    |
| 1997 | Жак Вильнёв    |
| 1998 | Дэвид Култхард |
| 1999 | Эдди Ирвайн    |
| 2000 | Дэвид Култхард |
| 2001 | Дэвид Култхард |
| 2002 | Дэвид Култхард |
| 2003 | Дэвид Култхард |
| 2004 | Дженсон Баттон |
| 2005 | Дженсон Баттон |
| 2006 | Дженсон Баттон |

| Год  | Обладатель     |
| ---- | -------------- |
| 2007 | Льюис Хэмилтон |
| 2008 | Льюис Хэмилтон |
| 2009 | Дженсон Баттон |
| 2010 | Марк Уэббер    |
| 2011 | Дженсон Баттон |
| 2012 | Льюис Хэмилтон |
| 2013 | Марк Уэббер    |
| 2014 | Льюис Хэмилтон |
| 2015 | Льюис Хэмилтон |
| 2016 | Льюис Хэмилтон |
| 2017 | Льюис Хэмилтон |
| 2018 | Льюис Хэмилтон |

*В 1979 году трофей не вручили Жилю Вильнёву, канадскому гонщику, который закончил сезон вторым.[уточнить]

### Комментарии
1. ↑  До 1990 года в зачёт чемпионата мира в гонках Формулы-1 шли не все очки, заработанные гонщиком, а лишь несколько лучших результатов (см. Система начисления очков в Формуле-1). Число вне скобок означает очки, зачтённые в чемпионате, число в скобках обозначает общее количество очков, заработанных гонщиком в сезоне.
2. ↑  После 20 круга Хоторн передал автомобиль Гонсалесу. Гонщики разделил очки за 4 место.
3. ↑  Аскари, Бера, Фанхио, Гонсалес, Хоторн, Маримон и Мосс показали одинаковое время быстрого круга - 1:50. Каждый из них получил 1⁄7 очка, начисляемого за быстрый круг.
4. ↑  После 16 круга Гонсалес передал автомобиль Хоторну. Гонщики разделил очки за 2 место.
5. ↑  Сошёл после 3 круга.
6. ↑  После 60 круга Хоторн почувствовал себя плохо и передал автомобиль Кастеллотти.
7. ↑  После 10 круга Хоторн передал автомобиль Шеллу.
8. ↑  Сошёл после 4 круга.
9. ↑  После 92 круга фон Трипс передал автомобиль Хоторну.
10. ↑  Завоевал «большой шлем»: стартовал с поул-позиции, лидировал на финише каждого круга гонки и победил, показав при этом быстрый круг.